# Flunitrazepam
Flunitrazepam (nomes comerciais: Rohypnol, Rohydorm, entre outros) é um medicamento que causa forte depressão do sistema nervoso central, sendo usado esporadicamente para diminuir crises de ansiedade e distúrbios do sono. Ainda são efeitos de sua administração, a forte redução do desempenho psicomotor, com diminuição dos reflexos, da atenção e ocorrência de amnésia (lapso de memória), podendo até causar alucinações.[carece de fontes?]O uso de Flunitrazepam deve ser feito sempre sob supervisão médica, uma vez que se trata de uma medicação muito perigosa quando ingerida em doses incorretas. O abuso desse medicamento (superdose), pode gerar uma parada do sistema respiratório, depressão do sistema cardíaco, hipotensão, podendo levar o indivíduo ao coma. Caso ocorra  a sobredosagem, dependendo caso, há a necessidade de fazer uma lavagem gástrica.[carece de fontes?]

## Legalidade
Nos Estados Unidos a substância é proibida devido ao seu uso associado ao álcool, causando grave risco à vida dos usuários, principalmente quando utilizado de forma abusiva. Este medicamento tem sido utilizado em golpes conhecidos como "Boa-noite, Cinderela" ou Easy Date em festas para fazer as vítimas de crimes ficarem sonolentas.